# Quatorzième district congressionnel de Pennsylvanie
Le 14e district congressionnel de Pennsylvanie est situé dans la partie sud-ouest de l'État et comprend l'ensemble des comtés de Fayette, de Greene et de Washington, ainsi que la plupart des comtés d'Indiana, de Westmoreland et de Somerset. Il est représenté par le Républicain Guy Reschenthaler.
Avant 2018, le 14e district comprenait toute la ville de Pittsburgh et certaines parties des banlieues environnantes. La Cour suprême de Pennsylvanie a redessiné le district en février 2018 après avoir jugé la carte précédente inconstitutionnelle. Les 14e et 18e districts ont échangé leurs noms et leurs limites ont été ajustées pour les élections de 2018 et leur représentation par la suite.

## Historique de vote
| Année | Poste      | Résultats                      |
| ----- | ---------- | ------------------------------ |
| 2020  | Président  | Trump 63,0 % – 34,0 %          |
| 2022  | Gouverneur | Mastriano (en) 55,0 % – 44,0 % |
| 2022  | Sénat      | Öz 60,0 % – 38,0 %             |

## Liste des Représentants du district
| Membre                          | Parti                 | Années                             | Congrès     | Histoire électorale | Zone géographique                                                     |
| ------------------------------- | --------------------- | ---------------------------------- | ----------- | --- | --------------------------------------------------------------------- |
| District établit le 4 mars 1813 |                       |                                    |             | |                                                                       |
| Adamson Tannehill (en)          | Républicain-Démocrate | 4 mars 1813 - 3 mars 1815          | 13e         | Élu en 1812. Perd sa réélection. | 1813–1823 Comtés d'Allegheny et Butler                                |
| John Woods (en)                 | Fédéraliste           | 4 mars 1815 - 16 décembre 1816     | 14e         | Élu en 1814. N'a pas participé au Congrès ou ne s'est pas qualifié et décède. | 1813–1823 Comtés d'Allegheny et Butler                                |
| Vacant                          | Vacant                | 16 décembre 1816 - 3 mars 1817     | 14e         | | 1813–1823 Comtés d'Allegheny et Butler                                |
| Henry Baldwin (en)              | Républicain-Démocrate | 4 mars 1817 - 8 mai 1822           | 15e - 17e   | Élu en 1816. Réélu en 1818. Réélu en 1820. Démissionne. | 1813–1823 Comtés d'Allegheny et Butler                                |
| Vacant                          | Vacant                | 8 mai 1822 - 8 octobre 1822        | 17e         | | 1813–1823 Comtés d'Allegheny et Butler                                |
| Walter Forward                  | Républicain-Démocrate | 8 octobre 1822 - 3 mars 1823       | 17e         | Élu pour terminer le mandat de Baldwin. Redécoupage vers le 16e district. | 1813–1823 Comtés d'Allegheny et Butler                                |
| Andrew Stewart (en)             | Républicain-Démocrate | 4 mars 1823 - 3 mars 1825          | 18e - 20e   | Redécoupage depuis le 13e district et réélu en 1822. Réélu en 1824. Réélu en 1826. Perd sa réélection.                                                                                          | 1823–1833 Comtés de Fayette et Greene                                 |
| Andrew Stewart (en)             | Jacksonien (en)       | 4 mars 1825 - 3 mars 1827          | 18e - 20e   | Redécoupage depuis le 13e district et réélu en 1822. Réélu en 1824. Réélu en 1826. Perd sa réélection.                                                                                          | 1823–1833 Comtés de Fayette et Greene                                 |
| Andrew Stewart (en)             | Anti-Jacksonien       | 4 mars 1827 - 3 mars 1829          | 18e - 20e   | Redécoupage depuis le 13e district et réélu en 1822. Réélu en 1824. Réélu en 1826. Perd sa réélection.                                                                                          | 1823–1833 Comtés de Fayette et Greene                                 |
| Thomas Irwin (en)               | Jacksonien (en)       | 4 mars 1829 - 3 mars 1831          | 21e         | Élu en 1828. Retrait. | 1823–1833 Comtés de Fayette et Greene                                 |
| Andrew Stewart (en)             | Anti-maçonnique       | 4 mars 1831 - 3 mars 1833          | 22e         | Élu en 1830. Redécoupage vers le 20e district. | 1823–1833 Comtés de Fayette et Greene                                 |
| Joseph Henderson (en)           | Jacksonien (en)       | 4 mars 1833 - 3 mars 1837          | 23e , 24e   | Élu en 1832. Réélu en 1834. Retrait. | 1833–1843 Comtés de Centre, Huntingdon et Mifflin                     |
| William W. Potter (en)          | Démocrate             | 4 mars 1837 - 28 octobre 1839      | 25e , 26e   | Élu en 1836. Réélu en 1838. Décède. | 1833–1843 Comtés de Centre, Huntingdon et Mifflin                     |
| Vacant                          | Vacant                | 28 octobre 1839 - 20 novembre 1839 | 26e         | | 1833–1843 Comtés de Centre, Huntingdon et Mifflin                     |
| George McCulloch (en)           | Démocrate             | 20 novembre 1839 - 3 mars 1841     | 26e         | Élu pour terminer le mandat de Potter. | 1833–1843 Comtés de Centre, Huntingdon et Mifflin                     |
| James Irvin (en)                | Whig                  | 4 mars 1841 - 3 mars 1843          | 27e         | Élu en 1840. Redécoupage vers le 17e district. | 1833–1843 Comtés de Centre, Huntingdon et Mifflin                     |
| Alexander Ramsey                | Whig                  | 4 mars 1843 - 3 mars 1847          | 28e , 29e   | Élu en 1843. Réélu en 1844. | 1843–1853 Comté de Dauphin, Lebanon et Schuylkill                     |
| George N. Eckert (en)           | Whig                  | 4 mars 1847 - 3 mars 1849          | 30e         | Élu en 1846. | 1843–1853 Comté de Dauphin, Lebanon et Schuylkill                     |
| Charles W. Pitman (en)          | Whig                  | 4 mars 1849 - 3 mars 1851          | 31e         | Élu en 1848. | 1843–1853 Comté de Dauphin, Lebanon et Schuylkill                     |
| Thomas M. Bibighaus (en)        | Whig                  | 4 mars 1851 - 3 mars 1853          | 32e         | Élu en 1850. Retrait pour raisons de santé. | 1843–1853 Comté de Dauphin, Lebanon et Schuylkill                     |
| Galusha A. Grow                 | Démocrate             | 4 mars 1853 - 3 mars 1857          | 33e - 37e   | Redécoupage depuis le 12e district et réélu en 1852. Réélu en 1854. Réélu en 1856. Réélu en 1858. Réélu en 1860. Perd sa réélection.                                                            | 1853–1863 Comté de Bradford, Susquehanna et Tioga                     |
| Galusha A. Grow                 | Républicain           | 4 mars 1857 - 3 mars 1863          | 33e - 37e   | Redécoupage depuis le 12e district et réélu en 1852. Réélu en 1854. Réélu en 1856. Réélu en 1858. Réélu en 1860. Perd sa réélection.                                                            | 1853–1863 Comté de Bradford, Susquehanna et Tioga                     |
| William H. Miller (en)          | Démocrate             | 4 mars 1863 - 3 mars 1865          | 38e         | Élu en 1862. Perd sa réélection. | 1863–1873 Comtés de Dauphin, Juniata, Northumberland, Snyder et Union |
| George F. Miller (en)           | Républicain           | 4 mars 1865 - 3 mars 1869          | 39e , 40e   | Élu en 1864. Réélu en 1866. | 1863–1873 Comtés de Dauphin, Juniata, Northumberland, Snyder et Union |
| John B. Packer (en)             | Républicain           | 4 mars 1869 - 3 mars 1877          | 41e - 44e   | Élu en 1868. Réélu en 1870. Réélu en 1872. Réélu en 1874. Retrait. | 1863–1873 Comtés de Dauphin, Juniata, Northumberland, Snyder et Union |
| John B. Packer (en)             | Républicain           | 4 mars 1869 - 3 mars 1877          | 41e - 44e   | Élu en 1868. Réélu en 1870. Réélu en 1872. Réélu en 1874. Retrait. | 1873–1893 Comtés de Dauphin, Lebanon et Northumberland                |
| John W. Killinger (en)          | Républicain           | 4 mars 1877 - 3 mars 1881          | 45e , 46e   | Élu en 1876. Réélu en 1878. Retrait. |                                                                       |
| Samuel F. Barr (en)             | Républicain           | 4 mars 1881 - 3 mars 1885          | 47e , 48e   | Élu en 1880. Réélu en 1882. Retrait. |                                                                       |
| Franklin Bound (en)             | Républicain           | 4 mars 1885 - 3 mars 1889          | 49e , 50e   | Élu en 1884. Réélu en 1886. Retrait. |                                                                       |
| John W. Rife (en)               | Républicain           | 4 mars 1889 - 3 mars 1893          | 51e , 52e   | Élu en 1888. Réélu en 1890. Retrait. |                                                                       |
| Ephraim M. Woomer (en)          | Républicain           | March 4, 1893 – March 3, 1897      | 53e , 54e   | Élu en 1892. Réélu en 1894. Perd sa renomination. | 1893–1903 Comtés de Dauphin Lebanon et Perry                          |
| Marlin E. Olmsted (en)          | Républicain           | 4 mars 1897 - 3 mars 1903          | 55e - 57e   | Élu en 1896. Réélu en 1898. Réélu en 1900. Redécoupage vers le 18e district. | 1893–1903 Comtés de Dauphin Lebanon et Perry                          |
| Charles F. Wright (en)          | Républicain           | 4 mars 1903 - 3 mars 1905          | 58e         | Redécoupage depuis le 15e district et réélu en 1902. Retrait. | 1903–1913 Comtés de Bradford, Susquehanna et Wyoming                  |
| Mial E. Lilley (en)             | Républicain           | 4 mars 1905 - 3 mars 1907          | 59e         | Élu en 1904. Perd sa réélection. | 1903–1913 Comtés de Bradford, Susquehanna et Wyoming                  |
| George W. Kipp (en)             | Démocrate             | 4 mars 1907 - 3 mars 1909          | 60e         | Élu en 1906. Retrait pour se présenter comme Trésorier de l'État. | 1903–1913 Comtés de Bradford, Susquehanna et Wyoming                  |
| Charles C. Pratt (en)           | Républicain           | 4 mars 1909 - 3 mars 1911          | 61e         | Élu en 1908. Perd sa réélection. | 1903–1913 Comtés de Bradford, Susquehanna et Wyoming                  |
| George W. Kipp (en)             | Démocrate             | 4 mars 1911 - 24 juillet 1911      | 62e         | Élu en 1910. Décès. | 1903–1913 Comtés de Bradford, Susquehanna et Wyoming                  |
| Vacant                          | Vacant                | 24 juillet 1911 - 7 novembre 1911  | 62e         | | 1903–1913 Comtés de Bradford, Susquehanna et Wyoming                  |
| William D. B. Ainey (en)        | Républicain           | 7 novembre 1911 - 3 mars 1915      | 62e , 63e   | Élu pour terminer le mandat de Kipp. Réélu en 1912. | 1903–1913 Comtés de Bradford, Susquehanna et Wyoming                  |
| William D. B. Ainey (en)        | Républicain           | 7 novembre 1911 - 3 mars 1915      | 62e , 63e   | Élu pour terminer le mandat de Kipp. Réélu en 1912. | 1913–1933 Comtés de Bradford, Susquehanna, Wayne et Wyoming           |
| Louis T. McFadden               | Républicain           | 4 mars 1915 - 3 mars 1923          | 64e - 67e   | Élu en 1914. Réélu en 1916. Réélu en 1918. Réélu en 1920. Redécoupage vers le 15e district. |                                                                       |
| William M. Croll (en)           | Démocrate             | 4 mars 1923 - 3 mars 1925          | 68e         | Élu en 1922. Perd sa réélection. |                                                                       |
| Charles J. Easterly (en)        | Républicain           | 4 mars 1925 - 3 mars 1927          | 69e         | Élu en 1924. Retrait. |                                                                       |
| Robert G. Bushong (en)          | Républicain           | 4 mars 1927 - 3 mars 1929          | 70e         | Élu en 1926. Retrait. |                                                                       |
| Charles J. Easterly (en)        | Républicain           | 4 mars 1929 - 3 mars 1931          | 71e         | Élu en 1928. Retrait. |                                                                       |
| Norton L. Litchtenwalner (en)   | Démocrate             | 4 mars 1931 - 3 mars 1933          | 72e         | Élu en 1930. Perd sa réélection. |                                                                       |
| William E. Richardson (en)      | Démocrate             | 4 mars 1933 - 3 janvier 1937       | 73e , 74e   | Élu en 1932. Réélu en 1934. Perd sa renomination. |                                                                       |
| Guy L. Moser (en)               | Démocrate             | 3 janvier 1937 - 3 janvier 1943    | 75e - 77e   | Élu en 1936. Réélu en 1938. Réélu en 1940. Perd sa renomination. |                                                                       |
| Daniel K. Hoch (en)             | Démocrate             | 3 janvier 1943 - 3 janvier 1945    | 78e         | Élu en 1942. Redécoupage vers le 13e district. |                                                                       |
| Wilson D. Gillette (en)         | Républicain           | 3 janvier 1945 - 7 août 1951       | 79e - 82e   | Redécoupage depuis le 15e district et réélu en 1944. Réélu en 1946. Réélu en 1948. Réélu en 1950. Décès.                                                                                        |                                                                       |
| Vacant                          | Vacant                | 7 août 1951 - 6 novembre 1951      | 82e         | |                                                                       |
| Joseph L. Carrigg (en)          | Républicain           | 6 novembre 1951 - 3 janvier 1953   | 82e         | Élu pour terminer le mandat de Gillette. Redécoupage vers le 10e district. |                                                                       |
| George M. Rhodes (en)           | Démocrate             | 3 janvier 1953 - 3 janvier 1963    | 83e - 87e   | Redécoupage depuis le 13e district et réélu en 1952. Réélu en 1954. Réélu en 1956. Réélu en 1958. Réélu en 1960. Redécoupage vers le 6e district.                                               |                                                                       |
| William S. Moorhead (en)        | Démocrate             | 3 janvier 1963 - 3 janvier 1981    | 88e - 96e   | Redécoupage depuis le 28e district et réélu en 1962. Réélu en 1964. Réélu en 1966. Réélu en 1968. Réélu en 1970. Réélu en 1972. Réélu en 1974. Réélu en 1976. Réélu en 1978. Retrait.           |                                                                       |
| William J. Coyne (en)           | Démocrate             | 3 janvier 1981 - 3 janvier 2003    | 97e - 107e  | Élu en 1980. Réélu en 1982. Réélu en 1984. Réélu en 1986. Réélu en 1988. Réélu en 1990. Réélu en 1992. Réélu en 1994. Réélu en 1996. Réélu en 1998. Réélu en 2000. Retrait.                     |                                                                       |
| Mike Doyle                      | Démocrate             | 3 janvier 2003 - 3 janvier 2019    | 108e - 115e | Redécoupage depuis le 18e district et réélu en 2002. Réélu en 2004. Réélu en 2006. Réélu en 2008. Réélu en 2010. Réélu en 2012. Réélu en 2014. Réélu en 2016. Redécoupage vers le 18e district. | 2003–2013                                                             |
| Mike Doyle                      | Démocrate             | 3 janvier 2003 - 3 janvier 2019    | 108e - 115e | Redécoupage depuis le 18e district et réélu en 2002. Réélu en 2004. Réélu en 2006. Réélu en 2008. Réélu en 2010. Réélu en 2012. Réélu en 2014. Réélu en 2016. Redécoupage vers le 18e district. | 2013–2019                                                             |
| Guy Reschenthaler               | Républicain           | 3 janvier 2019 - Présent           | 116e - 118e | Élu en 2018. Réélu en 2020. Réélu en 2022. | 2019–2023                                                             |
| Guy Reschenthaler               | Républicain           | 3 janvier 2019 - Présent           | 116e - 118e | Élu en 2018. Réélu en 2020. Réélu en 2022. | 2023–Présent                                                          |

## Résultats des récentes élections
Voici les résultats des dix précédents cycles électoraux dans le district.

### 2004
| Élection de 2004 du 14e district congressionnel de Pennsylvanie | Élection de 2004 du 14e district congressionnel de Pennsylvanie | Élection de 2004 du 14e district congressionnel de Pennsylvanie | Élection de 2004 du 14e district congressionnel de Pennsylvanie | Élection de 2004 du 14e district congressionnel de Pennsylvanie |
| --------------------------------------------------------------- | --------------------------------------------------------------- | --------------------------------------------------------------- | --------------------------------------------------------------- | --------------------------------------------------------------- |
| Parti                                                           | Parti                                                           | Candidat                                                        | Votes                                                           | %                                                               |
|                                                                 | Démocrate                                                       | Mike Doyle (sortant)                                            | 220 139                                                         | 100 %                                                           |
|                                                                 | Les Démocrates conservent                                       |                                                                 |                                                                 |                                                                 |

### 2006
| Élection de 2006 du 14e district congressionnel de Pennsylvanie | Élection de 2006 du 14e district congressionnel de Pennsylvanie | Élection de 2006 du 14e district congressionnel de Pennsylvanie | Élection de 2006 du 14e district congressionnel de Pennsylvanie | Élection de 2006 du 14e district congressionnel de Pennsylvanie |
| --------------------------------------------------------------- | --------------------------------------------------------------- | --------------------------------------------------------------- | --------------------------------------------------------------- | --------------------------------------------------------------- |
| Parti                                                           | Parti                                                           | Candidat                                                        | Votes                                                           | %                                                               |
|                                                                 | Démocrate                                                       | Mike Doyle (sortant)                                            | 161 075                                                         | 89,8                                                            |
|                                                                 | Vert                                                            | Titus North                                                     | 17 720                                                          | 9,9                                                             |
|                                                                 | Write-In                                                        | Write-In                                                        | 606                                                             | 0,3                                                             |
| Total des votes                                                 | Total des votes                                                 | Total des votes                                                 | 179 401                                                         | 100 %                                                           |
|                                                                 | Les Démocrates conservent                                       |                                                                 |                                                                 |                                                                 |

### 2008
| Élection de 2008 du 14e district congressionnel de Pennsylvanie | Élection de 2008 du 14e district congressionnel de Pennsylvanie | Élection de 2008 du 14e district congressionnel de Pennsylvanie | Élection de 2008 du 14e district congressionnel de Pennsylvanie | Élection de 2008 du 14e district congressionnel de Pennsylvanie |
| --------------------------------------------------------------- | --------------------------------------------------------------- | --------------------------------------------------------------- | --------------------------------------------------------------- | --------------------------------------------------------------- |
| Parti                                                           | Parti                                                           | Candidat                                                        | Votes                                                           | %                                                               |
|                                                                 | Démocrate                                                       | Mike Doyle (sortant)                                            | 242 326                                                         | 91,3                                                            |
|                                                                 | Vert                                                            | Titus North                                                     | 23 214                                                          | 8,7                                                             |
| Total des votes                                                 | Total des votes                                                 | Total des votes                                                 | 265 540                                                         | 100 %                                                           |
|                                                                 | Les Démocrates conservent                                       |                                                                 |                                                                 |                                                                 |

### 2010
| Élection de 2010 du 14e district congressionnel de Pennsylvanie | Élection de 2010 du 14e district congressionnel de Pennsylvanie | Élection de 2010 du 14e district congressionnel de Pennsylvanie | Élection de 2010 du 14e district congressionnel de Pennsylvanie | Élection de 2010 du 14e district congressionnel de Pennsylvanie |
| --------------------------------------------------------------- | --------------------------------------------------------------- | --------------------------------------------------------------- | --------------------------------------------------------------- | --------------------------------------------------------------- |
| Parti                                                           | Parti                                                           | Candidat                                                        | Votes                                                           | %                                                               |
|                                                                 | Démocrate                                                       | Mike Doyle (sortant)                                            | 122 073                                                         | 68,8                                                            |
|                                                                 | Républicain                                                     | Melissa Haluszczak                                              | 49 997                                                          | 28,2                                                            |
|                                                                 | Vert                                                            | Ed Bortz                                                        | 5 400                                                           | 3,0                                                             |
| Total des votes                                                 | Total des votes                                                 | Total des votes                                                 | 177 470                                                         | 100 %                                                           |
|                                                                 | Les Démocrates conservent                                       |                                                                 |                                                                 |                                                                 |

### 2012
| Élection de 2012 du 14e district congressionnel de Pennsylvanie | Élection de 2012 du 14e district congressionnel de Pennsylvanie | Élection de 2012 du 14e district congressionnel de Pennsylvanie | Élection de 2012 du 14e district congressionnel de Pennsylvanie | Élection de 2012 du 14e district congressionnel de Pennsylvanie |
| --------------------------------------------------------------- | --------------------------------------------------------------- | --------------------------------------------------------------- | --------------------------------------------------------------- | --------------------------------------------------------------- |
| Parti                                                           | Parti                                                           | Candidat                                                        | Votes                                                           | %                                                               |
|                                                                 | Démocrate                                                       | Mike Doyle (sortant)                                            | 251 932                                                         | 76,9                                                            |
|                                                                 | Républicain                                                     | Hans Lessmann                                                   | 75 702                                                          | 23,1                                                            |
| Total des votes                                                 | Total des votes                                                 | Total des votes                                                 | 327 634                                                         | 100 %                                                           |
|                                                                 | Les Démocrates conservent                                       |                                                                 |                                                                 |                                                                 |

### 2014
| Élection de 2014 du 14e district congressionnel de Pennsylvanie | Élection de 2014 du 14e district congressionnel de Pennsylvanie | Élection de 2014 du 14e district congressionnel de Pennsylvanie | Élection de 2014 du 14e district congressionnel de Pennsylvanie | Élection de 2014 du 14e district congressionnel de Pennsylvanie |
| --------------------------------------------------------------- | --------------------------------------------------------------- | --------------------------------------------------------------- | --------------------------------------------------------------- | --------------------------------------------------------------- |
| Parti                                                           | Parti                                                           | Candidat                                                        | Votes                                                           | %                                                               |
|                                                                 | Démocrate                                                       | Mike Doyle (sortant)                                            | 148 351                                                         | 100 %                                                           |
|                                                                 | Les Démocrates conservent                                       |                                                                 |                                                                 |                                                                 |

### 2016
| Élection de 2016 du 14e district congressionnel de Pennsylvanie | Élection de 2016 du 14e district congressionnel de Pennsylvanie | Élection de 2016 du 14e district congressionnel de Pennsylvanie | Élection de 2016 du 14e district congressionnel de Pennsylvanie | Élection de 2016 du 14e district congressionnel de Pennsylvanie |
| --------------------------------------------------------------- | --------------------------------------------------------------- | --------------------------------------------------------------- | --------------------------------------------------------------- | --------------------------------------------------------------- |
| Parti                                                           | Parti                                                           | Candidat                                                        | Votes                                                           | %                                                               |
|                                                                 | Démocrate                                                       | Mike Doyle (sortant)                                            | 255 293                                                         | 74,4                                                            |
|                                                                 | Républicain                                                     | Lenny McAllister                                                | 87 999                                                          | 25,6                                                            |
| Total des votes                                                 | Total des votes                                                 | Total des votes                                                 | 343 292                                                         | 100 %                                                           |
|                                                                 | Les Démocrates conservent                                       |                                                                 |                                                                 |                                                                 |

### 2018
| Élection de 2018 du 14e district congressionnel de Pennsylvanie | Élection de 2018 du 14e district congressionnel de Pennsylvanie | Élection de 2018 du 14e district congressionnel de Pennsylvanie | Élection de 2018 du 14e district congressionnel de Pennsylvanie | Élection de 2018 du 14e district congressionnel de Pennsylvanie |
| --------------------------------------------------------------- | --------------------------------------------------------------- | --------------------------------------------------------------- | --------------------------------------------------------------- | --------------------------------------------------------------- |
| Parti                                                           | Parti                                                           | Candidat                                                        | Votes                                                           | %                                                               |
|                                                                 | Républicain                                                     | Guy Reschenthaler                                               | 151 386                                                         | 57,9                                                            |
|                                                                 | Démocrate                                                       | Bibiana Boerio                                                  | 110 051                                                         | 42,1                                                            |
| Total des votes                                                 | Total des votes                                                 | Total des votes                                                 | 261 437                                                         | 100 %                                                           |
|                                                                 | Les Républicains prennent aux Démocrates                        |                                                                 |                                                                 |                                                                 |

### 2020
| Élection de 2020 du 14e district congressionnel de Pennsylvanie | Élection de 2020 du 14e district congressionnel de Pennsylvanie | Élection de 2020 du 14e district congressionnel de Pennsylvanie | Élection de 2020 du 14e district congressionnel de Pennsylvanie | Élection de 2020 du 14e district congressionnel de Pennsylvanie |
| --------------------------------------------------------------- | --------------------------------------------------------------- | --------------------------------------------------------------- | --------------------------------------------------------------- | --------------------------------------------------------------- |
| Parti                                                           | Parti                                                           | Candidat                                                        | Votes                                                           | %                                                               |
|                                                                 | Républicain                                                     | Guy Reschenthaler (sortant)                                     | 241 688                                                         | 64,7                                                            |
|                                                                 | Démocrate                                                       | Bill Marx                                                       | 131 895                                                         | 35,3                                                            |
| Total des votes                                                 | Total des votes                                                 | Total des votes                                                 | 373 583                                                         | 100 %                                                           |
|                                                                 | Les Républicains conservent                                     |                                                                 |                                                                 |                                                                 |

### 2022
| Primaire Républicaine de 2022 du 14e district congressionnel de Pennsylvanie | Primaire Républicaine de 2022 du 14e district congressionnel de Pennsylvanie | Primaire Républicaine de 2022 du 14e district congressionnel de Pennsylvanie | Primaire Républicaine de 2022 du 14e district congressionnel de Pennsylvanie | Primaire Républicaine de 2022 du 14e district congressionnel de Pennsylvanie |
| ---------------------------------------------------------------------------- | ---------------------------------------------------------------------------- | ---------------------------------------------------------------------------- | ---------------------------------------------------------------------------- | ---------------------------------------------------------------------------- |
| Parti                                                                        | Parti                                                                        | Candidat                                                                     | Votes                                                                        | %                                                                            |
|                                                                              | Républicain                                                                  | Guy Reschenthaler (sortant)                                                  | 81 238                                                                       | 100 %                                                                        |

| Élection de 2022 du 14e district congressionnel de Pennsylvanie | Élection de 2022 du 14e district congressionnel de Pennsylvanie | Élection de 2022 du 14e district congressionnel de Pennsylvanie | Élection de 2022 du 14e district congressionnel de Pennsylvanie | Élection de 2022 du 14e district congressionnel de Pennsylvanie |
| --------------------------------------------------------------- | --------------------------------------------------------------- | --------------------------------------------------------------- | --------------------------------------------------------------- | --------------------------------------------------------------- |
| Parti                                                           | Parti                                                           | Candidat                                                        | Votes                                                           | %                                                               |
|                                                                 | Républicain                                                     | Guy Reschenthaler (sortant)                                     | 230 865                                                         | 100 %                                                           |
|                                                                 | Les Républicains conservent                                     |                                                                 |                                                                 |                                                                 |

### 2024
| Primaire Républicaine de 2024 du 14e district congressionnel de Pennsylvanie | Primaire Républicaine de 2024 du 14e district congressionnel de Pennsylvanie | Primaire Républicaine de 2024 du 14e district congressionnel de Pennsylvanie | Primaire Républicaine de 2024 du 14e district congressionnel de Pennsylvanie | Primaire Républicaine de 2024 du 14e district congressionnel de Pennsylvanie |
| ---------------------------------------------------------------------------- | ---------------------------------------------------------------------------- | ---------------------------------------------------------------------------- | ---------------------------------------------------------------------------- | ---------------------------------------------------------------------------- |
| Parti                                                                        | Parti                                                                        | Candidat                                                                     | Votes                                                                        | %                                                                            |
|                                                                              | Républicain                                                                  | Guy Reschenthaler (sortant)                                                  | 63 162                                                                       | 100 %                                                                        |

| Primaire Démocrate de 2024 du 14e district congressionnel de Pennsylvanie | Primaire Démocrate de 2024 du 14e district congressionnel de Pennsylvanie | Primaire Démocrate de 2024 du 14e district congressionnel de Pennsylvanie | Primaire Démocrate de 2024 du 14e district congressionnel de Pennsylvanie | Primaire Démocrate de 2024 du 14e district congressionnel de Pennsylvanie |
| ------------------------------------------------------------------------- | ------------------------------------------------------------------------- | ------------------------------------------------------------------------- | ------------------------------------------------------------------------- | ------------------------------------------------------------------------- |
| Parti                                                                     | Parti                                                                     | Candidat                                                                  | Votes                                                                     | %                                                                         |
|                                                                           | Démocrate                                                                 | Chris Dziados                                                             | 29 268                                                                    | 51,8                                                                      |
|                                                                           | Démocrate                                                                 | Ken Bach                                                                  | 27 193                                                                    | 48,1                                                                      |

| Élection de 2024 du 14e district congressionnel de Pennsylvanie | Élection de 2024 du 14e district congressionnel de Pennsylvanie | Élection de 2024 du 14e district congressionnel de Pennsylvanie | Élection de 2024 du 14e district congressionnel de Pennsylvanie | Élection de 2024 du 14e district congressionnel de Pennsylvanie |
| --------------------------------------------------------------- | --------------------------------------------------------------- | --------------------------------------------------------------- | --------------------------------------------------------------- | --------------------------------------------------------------- |
| Parti                                                           | Parti                                                           | Candidat                                                        | Votes                                                           | %                                                               |
|                                                                 | Républicain                                                     | Guy Reschenthaler (sortant)                                     | TBD                                                             | TBD                                                             |
|                                                                 | Démocrate                                                       | Chris Dziados                                                   | TBD                                                             | TBD                                                             |
| Total des votes                                                 | Total des votes                                                 | Total des votes                                                 | TBD                                                             | 100 %                                                           |
|                                                                 |                                                                 |                                                                 |                                                                 |                                                                 |